# Claudia Jordan
Claudia Angela Jordan (Providence, Rhode Island; 12 de abril de 1973) es una presentadora, personalidad de televisión, actriz, modelo, empresaria y locutora estadounidense. Es conocida por aparecer como modelo en Deal or No Deal y The Price is Right y por competir en dos temporadas en The Celebrity Apprentice, donde Los famosos recaudan fondos para una organización benéfica de su elección; ella eligió la Fundación NAPSAC como organización benéfica.
Actualmente, presenta dos talk shows en Fox Soul, Cocktail with Queens (junto a Vivica A. Fox, Syleena Johnson y LisaRaye McCoy) y Tea G-I-F (junto a Al Reynolds y Funky DiNeva).

## Filmografía

### Cine
| Año  | Tit.                              | Rol                       | Notas                    |
| ---- | --------------------------------- | ------------------------- | ------------------------ |
| 1999 | Trippin'                          | -                         |                          |
| 2000 | Retiring Tatiana                  | Pretty Woman at Party     |                          |
| 2000 | Little Richard                    | Chica sexy                | Película para televisión |
| 2002 | Simone                            | Simone Lookalike          |                          |
| 2004 | Nora's Hair Salon                 | Dahlia                    |                          |
| 2007 | Black Supaman                     | Laura Lane                | Video                    |
| 2009 | Middle Men                        | Cynthia                   |                          |
| 2010 | Anneo's Song                      | Sandy Danteria            | cortometraje             |
| 2012 | Gang of Roses II: Next Generation | Mimi                      |                          |
| 2014 | Primal Instinct                   | Debbie Simmons            |                          |
| 2016 | The Substitute Spy                | Liz Strictland            |                          |
| 2017 | The Hills                         | Nurse Brady               |                          |
| 2017 | Sharknado 5: Global Swarming      | Ursa                      | película para televisión |
| 2017 | The Runner                        | Tahja Dupree              |                          |
| 2017 | Jason's Letter                    | Mattie James              |                          |
| 2019 | Dear Frank                        | Beth                      |                          |
| 2019 | Love Is Not Enough                | Lisa Scarboro             |                          |
| 2022 | Gutter                            | Dr. Frank                 |                          |
| 2022 | Why Women Trip                    | Demetria                  |                          |
| 2022 | 10 Reasons Why Men Cheat          | Dawn                      |                          |
| 2023 | Monogamish                        | Darlene                   |                          |
| 2023 | All I Want Is You                 | Chloe                     |                          |
| 2023 | All I Want Is You 2               | Chloe                     |                          |
| 2023 | Miami Confidential                | Selena Jackson            |                          |
| 2024 | Crossed                           | Agente Tabitha Reed (FBI) |                          |

### Televisión
| Año       | Tit.                                          | Rol                       | Notas                                                    |
| --------- | --------------------------------------------- | ------------------------- | -------------------------------------------------------- |
| 1999      | City Guys                                     | Vanessa                   | Ep.: "Movin' on Up"                                      |
| 2000      | Jack & Jill                                   | Natasha                   | Ep.: "Lovers and Other Strangers"                        |
| 2001–03   | The Price Is Right                            | Ella misma/modelo         | Cast Member: Season 29-32                                |
| 2002      | The Price Is Right Salutes                    | Ella misma/modelo         | modelo recurrente                                        |
| 2003      | Dog Eat Dog                                   | Ella misma/concursante    | Epis.: "August 5, 2003"                                  |
| 2003–04   | The Price Is Right Million Dollar Spectacular | Ella misma/modelo         | modelo recurrente                                        |
| 2005      | One on One                                    | Ella misma                | Ep.: "Goodbye, Mr. Chips"                                |
| 2005      | That's So Raven                               | Miss Bonita               | Ep.: "They Work Hard for His Honey"                      |
| 2005      | Modern Girl's Guide to Life                   | Herself                   | Reparto principal                                        |
| 2005–09   | Deal or No Deal                               | Ella misma/modelo         | Reparto principal: temporadas 1-4                        |
| 2006      | E! True Hollywood Story                       | Herself                   | Ep.: "Sports Stars, Private Lives"                       |
| 2009      | Miss Universo 2009                            | Ella misma/presentadora   | Conductora principal                                     |
| 2009      | The Claudia Jordan Show and Friends           | Ella misma/presentadora   | Conductora principal                                     |
| 2009–15   | The Apprentice                                | Ella misma/concursante    | Concursante: temporadas 8, 13-14                         |
| 2010      | My Parents, My Sister & Me                    | Ms. Wilson/Angela         | Ep.: "Labor of Love" and "Puppy Love"                    |
| 2010–11   | The Gossip Queens                             | Ella misma                | Invitada recurrente                                      |
| 2011      | Reality Obsessed                              | Ella misma                | Ep.: "Quiz-Murtz"                                        |
| 2011      | The Hot 10                                    | Ella misma/presentadora   | Presentadora principal                                   |
| 2012      | Miss Universo 2012                            | Ella misma/jurado         | Jurado principal                                         |
| 2011–13   | Reach Around Radio                            | Ella misma/presentadora   | Presentadora principal                                   |
| 2012–13   | Diary of a Champion                           | Tahja Dupree              | Reparto principal                                        |
| 2013      | Life with La Toya                             | Ella misma                | Epis.: "La Toya Jackson, You're Fired"                   |
| 2013      | Buzz: AT&T Original Documentaries             | Ella misma/presentadora   | Presentadora principal                                   |
| 2013      | Tiny Tonight                                  | Ella misma/presentadora   | Presentadora principal                                   |
| 2014      | According to Him + Her                        | Ella misma/presentadora   | Presentadora principal                                   |
| 2014-2024 | The Real Housewives of Atlanta                | Ella misma                | Principal: temp. 7, invitada: temp. 8, 13-15             |
| 2015      | Guy Theory                                    | Tracey Monroe             | Reparto principal                                        |
| 2015      | Married to Medicine                           | Ella misma                | Ep.: "Mariah the Party Crasher"                          |
| 2015      | Below Deck                                    | Ella misma                | Ep.: "The Real Housewives of Atlanta"                    |
| 2016      | The Sin Within                                | Yolanda Barker            | Reparto principal                                        |
| 2016      | The Next :15                                  | Ella misma                | Reparto principal                                        |
| 2016      | Chopped                                       | Ella misma/concursante    | Ep.: "Holiday Reality Check"                             |
| 2017      | NAFCA Annual Show                             | Ella misma/presentadora   | Presentadora principal                                   |
| 2017      | In The Cut                                    | Mujer hermosa             | Ep.: "Blood Pressure Is Thicker Than Water"              |
| 2017–18   | The Raw Word                                  | Ella misma/presentadora   | Presentadora principal                                   |
| 2018      | Cover Story                                   | Ella misma                | Ep.: "Meghan Markle: The Prince and the Game Show Model" |
| 2019      | Out Loud with Claudia Jordan                  | Ella misma/presentadora   | Presentadora principal                                   |
| 2020      | Love & Hip Hop: Miami                         | Ella misma/presentadora   | Ep.: "Reunion - Part 1 & 2"                              |
| 2020-23   | Cocktails with Queens                         | Ella misma/copresentadora | Copresentadora                                           |
| 2020-2024 | TEA G-I-F                                     | Ella misma/copresentadora | Copresentadora                                           |
| 2022      | One Mo’ Chance                                | Ella misma/presentadora   | Ep.: "One Mo' Chance: Season 2 Reunion Pt. 1-3"          |
| 2022      | VH1 Couples Retreat                           | Ella misma                | Reparto principal                                        |
| 2022      | Bobby I Love You, Purrr                       | Ella misma/copresentadora | Ep.: "Bobby I Love You Purrr, The Reunion: Part 1-3"     |
| 2023      | Watch What Happens Live with Andy Cohen       | Ella misma/camarera       | Ep.: "Ce-LEE-brate Good Times!"                          |
| 2023      | The Game Show Show                            | Ella misma                | Invitada recurrente                                      |
| 2024      | Deal or No Deal Island                        | Ella misma/concursante    | Reparto principal                                        |
| 2024      | College Hill: Celebrity Edition               | Ella misma                | Reparto principal: temp. 3                               |

### Videos musicales
| Año  | Canción                              | Artista(s)             |
| ---- | ------------------------------------ | ---------------------- |
| 1996 | "Me and Those Dreamin' Eyes of Mine" | D'Angelo               |
| 1997 | "Only When Ur Lonely"                | Ginuwine               |
| 1997 | "As Long as You Love Me"             | Backstreet Boys        |
| 1997 | "5 Steps"                            | Dru Hill               |
| 1998 | "Late Nite Tip"                      | Three 6 Mafia          |
| 1999 | "I Wanna Know"                       | Joe                    |
| 2000 | "Listen to Your Man"                 | Chico DeBarge ft. Joe  |
| 2004 | "Splash Waterfalls"                  | Ludacris               |
| 2005 | "Charlie, Last Name Wilson"          | Charlie Wilson         |
| 2008 | "Why Just Be Friends"                | Joe                    |
| 2009 | "Throw It in the Bag"                | Fabolous ft. The-Dream |
| 2017 | "Push"                               | Kenny Lattimore        |
| 2019 | "Kiss Me Like You Love Me"           | Benzino ft. Bobby V    |

### Documental(es)
| Año  | Tit.               | Rol        | Notas |
| ---- | ------------------ | ---------- | ----- |
| 2020 | Trump vs Hollywood | Ella misma |       |